# Los singles 1984 – 1993
Los singles 1984 – 1993 es un álbum recopilatorio de la banda de rock española Hombres G, publicado en 1993. Los temas 1, 2, 3, 4, 5, 6, 7, y 8 son producidos por Paco Trinidad. Los 9, 10, 11, 12, 13, 14, y 15 por Carlos Narea. Los 16, 17, 18, y 19 por Hombres G, Juan Muro, y Nigel Walker. El tema 20, Un minuto nada más, es producido por Colin Fairley.
De este recopilatorio se vendieron en el mundo tres millones de copias.[cita requerida]
Fue un lanzamiento de Warner Music y Dro East West.

## Lista de canciones
1. Devuélveme a mi chica (1985)
2. Venezia (1985)
3. Dejad que las niñas se acerquen a mi (1985)
4. Marta tiene un marcapasos (1986)
5. El ataque de las chicas cocodrilo (1986)
6. Te quiero (1986)
7. Visite nuestro bar (1986)
8. Nassau (1986)
9. Una mujer de bandera (1987)
10. Temblando (1987)
11. Si no te tengo a ti (1988)
12. Sueltate el pelo (1988)
13. Chico, tienes que cuidarte (1989)
14. Voy a pasármelo bien (1989)
15. Te necesito (1989)
16. Esta es tu vida (1990)
17. Estoy pintando tu sonrisa (1990)
18. Rita (1990)
19. La primavera (1990)
20. Un minuto nada más (1992)

- Datos: Q5812581